# 대구은행 (일제강점기)
대구은행 (1913~1928)은 일제강점기 민족자본에 의해 설립된 지방은행이다. 대구 부호 정재학이 최대주주이자 두취(은행장)를 맡았다. 경남은행과 합병된 뒤 경상합동은행을 거쳐 조흥은행으로 흡수됐다. 해방 후 1967년 설립된 대구은행과 동일명이나 전혀 관련이 없다. 박정희 정권시절인 1967년 10월 정부는 지방금융 활성화를 목적으로 1도 1행 원칙에 따라 총 10개의 지방은행을 설립했다. 이 과정에서 일제강점기 존재했던 대구은행의 역사적 가치에 대한 평가 없이 행명을 무단 사용한 것일수도 있다. 해방 전 15년간 존속한 대구은행은 정재학행장이 이끈 순수 민간 민족자본 기반의 은행이었다. 정재학 행장(1858~1940)의 3남인 정종원(1896~1977) 그리고 손자인 정운용(1904~1964)은 후일 조흥은행의 5대 행장과 2대 행장을 역임했다.

## 경북 최초 민족자본은행
대구은행은 대구지역 부호 정재학 주도로 1913년 7월7일 개업했다. 1928년 7월31일 경남은행과 합병, 경상합동은행으로 재출범했다. 경상합동은행은 1941년 한성은행에 흡수 합병된 뒤 1943년 출범한 조흥은행으로 그간 축적한 민족자본을 넘겨주게 된다. 1907년 일본인에 의해 대구 인근에 밀양은행이 설립된 데 이어 1912년 하반기에 일본인들이 선남은행 설립을 추진했다. 이에 자극받은 대구 지역 내 부호들이 결집, 민족상권의 보호를 목적으로 우리나라 자본을 바탕으로 한 민족은행인 대구은행의 설립을 추진하게 된다.
1912년 7월 경북지역의 재력가인 정재학, 최준, 이이유, 배상락, 이종면, 이병학, 이병후, 장길상 등이 출자하여 대구은행 발기를 결의한다. 이중 정재학, 이종면, 이병학은 1906년 6월 설립된 경상농공은행 경영에 참여한 바 있다. 대구은행은 1913년 7월7일 대구부 대구면 본정 2정목 23번지에 본점을 내고 영업을 개시했다. 대구은행은 1919년까지 순항을 거듭했다. 초기 공칭자본금규모는 50만원이었으나 1919년에는 200만원으로 4배나 늘리면서 불입자본금 역시 12만5000원에서 87만5000원으로 대폭 증액했다.

## 경상합동은행 거쳐 조흥은행으로
1920년에 접어들며 일부 주주가 이탈하여 경일은행을 설립했다. 또한 경일은행 상담역으로 가담한 일본인 오구라 다케노스케(小倉武之助)가 대구은행의 영업을 방해하고 나섰다. 게다가 1차 대전 종전과 함께 경기둔화가 뚜렷해지면서 예금이 줄어드는 등 대구은행은 실적부진에 시달렸다. 조선총독부는 불황을 빌미로 지방은행에 대한 통폐합 정책을 적극 추진했다. 정재학은 이에 대응 경북의 주요 지역 경찰서장을 역임한 일본인을 본점지배인으로 영입하는 등 방어막을 쳤다. 그러나 경기불황을 피해갈수 없었다. 대구은행의 배당률은 1914년 연8%에서 1922년 무렵 10%까지 올라갔지만 이후 지속적으로 하락세를 보이면서 1927년 3%대로 추락하게 된다.

이에 따라 경북의 대구은행과 경남의 경남은행 간 합병이 자의반타의반으로 추진됐다. 양 은행 간 협상도 있었지만 총독부와 조선은행도 합병을 강력히 요구했다. 당시 총독부의 합병조건이었던 조선은행 출신 일본인의 합병은행 대표취제역 선임은 사실상 경영권을 찬탈하려는 속내를 그대로 드러낸 것이었다. 마침내 두 은행은 1928년 8월1일 통합돼 경상합동은행이란 행명으로 영업을 시작했다. 경상합동은행은 1941년 서울 소재 한성은행에 흡수 합병된 뒤 1943년 조흥은행으로 통합된다. 조흥은행이 민족자본은행의 집결지라고 불리는 이유다.

## 일제강점기 민족은행
| 행명      | 존속기간  | 비고         |
| --------- | --------- | ------------ |
| 대구은행  | 1913~1928 |              |
| 구포은행* | 1912~1915 |              |
| 한성은행  | 1887~1943 | 현:신한은행  |
| 주일은행  | 1918      |              |
| 해동은행  | 1920~1938 |              |
| 한일은행  | 1906~1931 | 현 :우리은행 |
| 호서은행  | 1913~1931 |              |
| 동래은행  | 1918~1933 |              |
| 호남은행  | 1920~1942 |              |

- 구포은행은 1915년 경남은행으로 행명 변경